# Kamienica przy ul. Farnej 8 w Piotrkowie Trybunalskim
Kamienica przy ul. Farnej 8 – zabytkowa kamienica, położona w Piotrkowie Trybunalskim na Starym Mieście na rogu ul. Farnej i Starowarszawskiej.
Budynek jest jedną z najstarszych zachowanych kamienic w Piotrkowie. Według informacji z rejestru zabytków kamienica pochodzi z XVIII/XIX wieku. Charakterystyczną cechą budynku jest narożna podpora od strony ulicy, a także ozdobne belkowanie i fragmenty sztukaterii. W budynku mieści się Pracownia Planowania Przestrzennego w Piotrkowie Trybunalskim. Na kamienicy umieszczona jest tablica informująca o kręceniu w tym miejscu scen do filmów Uprowadzenie Agaty (1993) i 1920 Bitwa warszawska (2011).
Obiekt wpisany jest do rejestru zabytków pod numerem 668 z 12.09.1967. Znajduje się też w gminnej ewidencji zabytków miasta Piotrkowa Trybunalskiego.

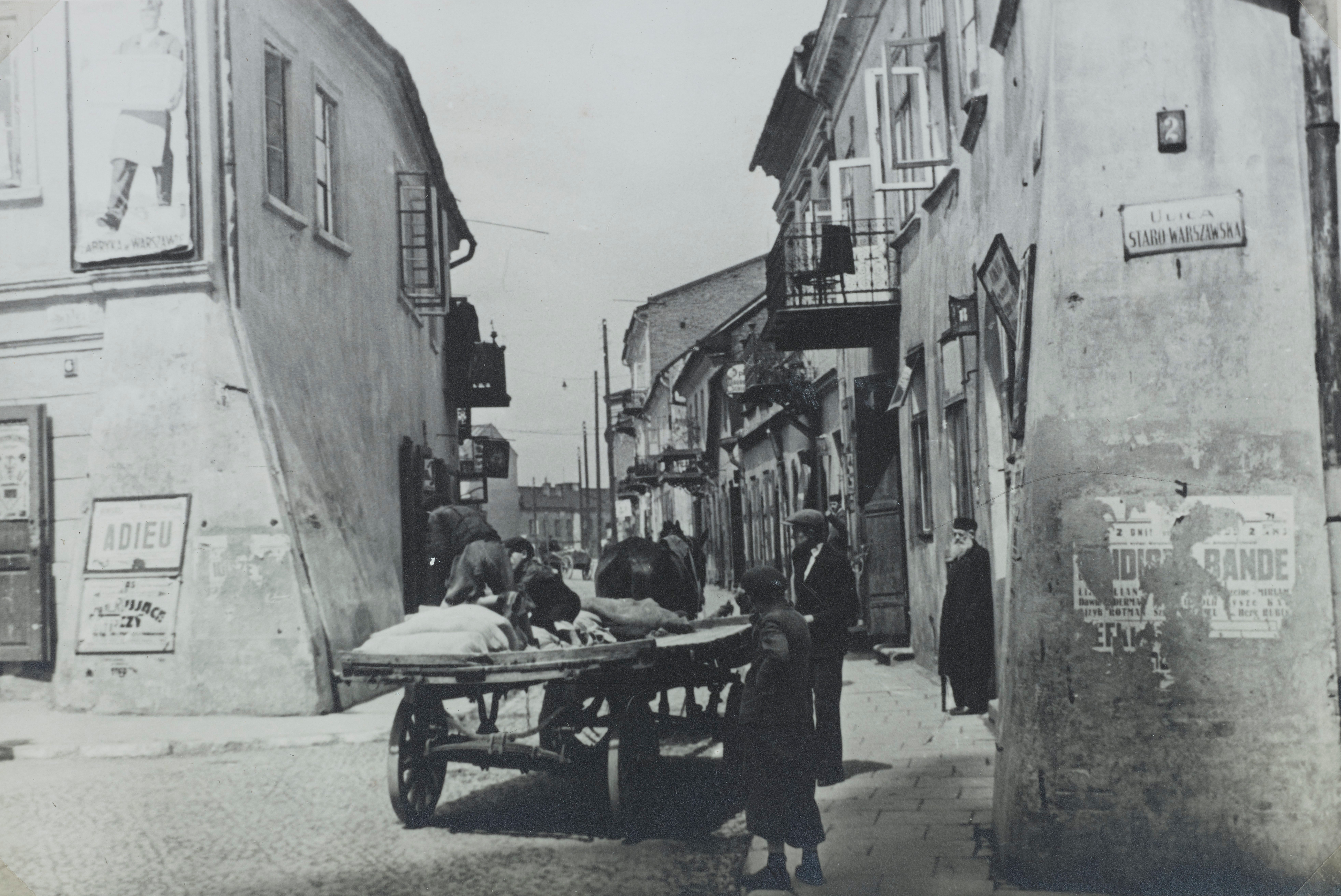
Widok kamienicy (po prawej) od strony ul. Starowarszawskiej w 1937.
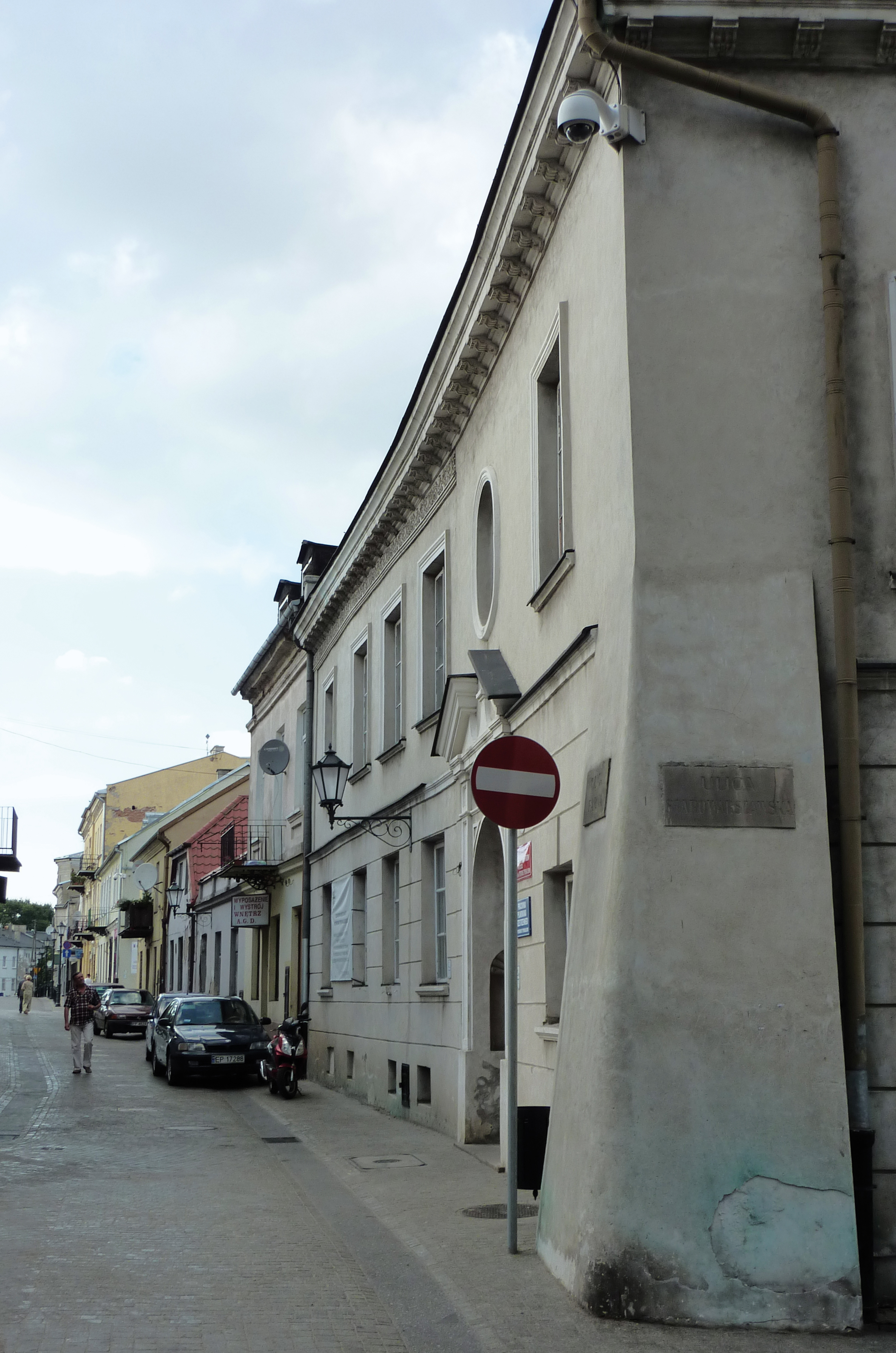
Na pierwszym planie kamienica od ul. Starowarszawskiej.